# Śnięty Mikołaj 3: Uciekający Mikołaj
Śnięty Mikołaj 3: Uciekający Mikołaj (ang. The Santa Clause 3: The Escape Clause) – amerykańska komedia z 2006 roku w reżyserii Michaela Lembecka.
Jest to kontynuacja obu filmów: Śnięty Mikołaj (1994) i Śnięty Mikołaj 2 (2002).

## Opis fabuły
Pani Mikołajowa (Elizabeth Mitchell) oczekuje dziecka. Św. Mikołaj (Tim Allen), by sprawić jej radość, zaprasza do domu teściów. Zajęty rodzinnymi sprawami Mikołaj nie zauważa, że przebiegły Jack Frost (Martin Short) chce pozbawić go pracy i stać się ulubieńcem ludzi.

## Obsada
- Tim Allen jako Święty Mikołaj / Scott Calvin
- Elizabeth Mitchell jako pani Mikołajowa / Carol Newman-Calvin
- Martin Short jako Jack Frost
- Eric Lloyd jako Charlie Calvin
- Judge Reinhold jako Neil Miller
- Wendy Crewson jako Laura Miller
- Liliana Mumy jako Lucy Miller
- Spencer Breslin jako elf Curtis
- Alan Arkin jako Bud Newman
- Ann-Margret jako Sylvia Newman
- Aisha Tyler jako Matka Natura
- Peter Boyle jako Ojciec Czas
- Michael Dorn jako Piaskun
- Jay Thomas jako Zając wielkanocny
- Kevin Pollack jako Kupidyn
- Art LaFleur jako Zębowa Wróżka